# 南沙魯里
南沙魯里是台灣高雄市那瑪夏區的一里，位於該區最南邊，現任里長為劉陳玉梅。

## 歷史
南沙魯里原本是南鄒族的分支卡那卡那富族的故地，1780年代，卡那布人從台南、嘉義低山地帶受到平埔族進逼山區的壓力，逃到甲仙、桃源交界的稜線上，一處稱為「拿西拉姆」的高處避難，後往下遷徙到老人溪上游，建立包括「拿都嚕漬」、「拿布蛙那」在內的三個部落。
2008年1月1日伴隨著三民鄉正名為那瑪夏鄉，與其他兩村（瑪雅、達卡努瓦）共同恢復原名，2010年12月25日因高雄縣市合併升格，改制為里。

## 外部連結
- 那瑪夏區公所 （页面存档备份，存于）